# José Youshimatz
José Youshimatz, född den 10 maj 1962 i Puebla, Mexiko, är en mexikansk tävlingscyklist som tog OS-brons i poängloppet vid olympiska sommarspelen 1984 i Los Angeles.